# Zangger-Komitee
Das Zangger-Komitee, auch bekannt als Komitee für Nuklearexport oder Zangger-Ausschuss, ist ein internationales Kontrollregime, das sich für die Nichtverbreitung von Kernwaffentechnologie einsetzt. Es ist gilt als Vorreiter und existiert parallel zur Gruppe der nuklearen Zulieferer (NSG).
Genauer gesagt versucht der Ausschuss, die Abzweigung von für friedliche Zwecke bestimmten nuklearen Geräten und Gütern zum Bau von Kernwaffen oder anderen nuklearen Sprengkörpern zu verhindern. Damit fördert das Komitee die Ziele des Vertrags über die Nichtverbreitung und erhöht die Sicherheit aller Staaten.

## Entstehung
Das Zangger-Komitee entstand auf Grund des Artikels III.2 des Atomwaffensperrvertrages, welcher am 5. Mai 1970 in Kraft trat. Wegen der Bestimmungen des Artikels müssen bei Nuklearexporten Sicherheitsvorkehrungen der Internationalen Atomenergieorganisation (IAEO) angewandt werden.
Jeder Staat, der Vertragspartei ist, verpflichtet sich, a) Ausgangs- und besonderes spaltbares Material oder b) Ausrüstungen und Materialien, die eigens für die Verarbeitung, Verwendung oder Herstellung von besonderem spaltbarem Material vorgesehen oder hergerichtet sind, einem Nichtkernwaffenstaat für friedliche Zwecke nur dann zur Verfügung zu stellen, wenn das Ausgangs- oder besondere spaltbare Material den nach diesem Artikel erforderlichen Sicherungsmaßnahmen unterliegt.
Zwischen 1971 und 1974 hielt eine Gruppe von 15 Staaten, die Lieferanten nuklearen Materials waren, unter dem Vorsitz des Schweizer Professors Claude Zangger eine Serie von informellen Treffen in Wien ab.
Ihr Ziel war und ist es eine Verständigung zu finden bezüglich (a) der Definition von "Ausrüstungen und Materialien, die eigens für die Verarbeitung, Verwendung oder Herstellung von besonderem spaltbarem Material vorgesehen oder hergerichtet sind," sowie (b) der Bedingungen und Verfahrensweisen die den Export solcher Ausrüstung und Materialien bestimmen würden, um die Vorgaben des Artikels III.2 auf Basis fairen wirtschaftlichen Wettbewerbs zu erfüllen. Die Gruppe, welche als Zangger-Komitee bekannt wurde, beschloss, dass ihre Treffen informell und ihre Entscheidungen für ihre Mitglieder rechtlich nicht bindend sein würden.

## Auslöserlisten
Das Komitee führt und aktualisiert eine "Trigger-Liste" mit Ausrüstung, welche nur dann exportiert werden darf, wenn Sicherheitsmaßnahmen auf die Empfängereinrichtung angewandt werden. Außerdem erlaubt es das Komitee seinen Mitgliedern sich in Sachen Nuklearexport untereinander abzustimmen. Die relative Zwanglosigkeit der Gruppe ermöglichte es ihr die Führungsrolle bei bestimmten Streitpunkten bezüglich der Nichtverbreitung von bestimmter Nukleartechnik zu übernehmen, deren Lösung im Rahmen der Nuclear Suppliers Group (NSG) schwierig wäre.

## Mitgliedsstaaten
Das Komitee hat 39 Mitgliedsstaaten (Stand 24. Januar 2025). Fett markiert sind die fünf Atommächte nach dem Nichtverbreitungsvertrag (NVV).

### Mitglieder
Argentinien, Australien, Belarus, Belgien, Bulgarien, China, Dänemark, Deutschland, Finnland, Frankreich, Griechenland, Großbritannien, Irland, Italien, Japan, Kanada, Kasachstan, Kroatien, Luxemburg, Neuseeland, Niederlande, Norwegen, Österreich, Polen, Portugal, Rumänien, Russland, Schweden, Schweiz, Slowakei, Slowenien, Spanien, Südafrika, Südkorea, Tschechien, Türkei, Ukraine, Ungarn und die Vereinigte Staaten.
Die Europäische Kommission fungiert als ständiger Beobachter.

## Organisation
Nach dem Tod des Vorsitzenden Dr. Fritz W. Schmidt fungiert die Auslandsvertretung Großbritanniens in Wien als Sekretariat und stellvertretender Sitz des Komitees. Die Dänin Louise Fluger Callesen ist die derzeitige Vorsitzende des Komitees.